# Vasilikī (Lasithi)
Vasilikī è un villaggio nel comune di Ierapetra, nella prefettura di Lasithi, a Creta, dal quale prese il nome il vicino sito archeologico minoico.

## Geografia fisica
Vasilikī giace su una collinetta a nord dell'istmo di Ierapetra. L'uscita dell'imponente gola di Ha (in greco Φαράγγι Χά?) è situata nei suoi pressi.

## Archeologia
Vasilikī fu per prima scavato nel 1903-1906 dall'archeologo americano R. B. Seager.  Nicolas Platon continuò gli scavi nel 1953.  Nel 1970, A. A. Zois iniziò un meticoloso lavoro che durò fino al 1982, e ritornò al sito di nuovo nel 1990 per continuare gli scavi.
Il villaggio minoico era in uso dal AMIIA al TMIA.  Dal 2500 a.C. ca. in avanti, la cultura di Vasilikī si confronterà con gli elementi artistici di altri siti cretesi come Cnosso e Trapezea, basati sui ritrovamenti di reperti in ceramica.  Venne anche scoperta una vicina tomba del TMIII, ma la posizione non è ancora stata riscoperta.
Il sito comprende case, molti ritrovamenti di ceramica di Vasilikī e un cortile lastricato.